# Eleccions presidencials de Polònia de 2025
Les eleccions presidencials de Polònia de 2025 determinaren qui exerciria la presidència polonesa per al període comprès entre el 2025 i el 2030. Els comicis es celebraren el 18 de maig de 2025 en primera ronda, i en segona volta l'1 de juny de 2025. El president en funcions, Andrzej Duda, no és elegible per a la reelecció, en haver complert dos mandats, i Karol Nawrocki amb el suport de Llei i Justícia es va imposar al progressista Rafał Trzaskowski, alcalde de Varsòvia de Plataforma Cívica.

## Antecedents
Andrzej Duda va renovar el càrrec en guanyar les eleccions presidencials de Polònia de 2020, celebrades en primera volta el 28 de juny de 2020 i en segona volta el 12 de juliol, després d'un aplaçament causat per la pandèmia de COVID-19, suposant la sisena elecció nacional consecutiva en les que Llei i Justícia⁣⁣ (PiS) derrotava les forces de centre i centreesquerra de l'oposició.
Des de l'elecció de Donald Tusk com a primer ministre en desembre de 2023, Polònia viu un difícil període de convivència entre el primer ministre i el president Duda, que impedeix aplicar reformes perquè totes les lleis aprovades pel parlament han de ser aprovades pel president, que té dret de veto, encara que el Sejm pot anul·lar-lo amb una majoria de tres cinquenes parts, que el govern no disposa. Duda ha vetat quatre lleis (incloent una que dona accés gratuït a la píndola anticonceptiva d'emergència i una altra que reconeix el silesià com una de les llengües minoritàries del país) i n'ha remès 74 més al Tribunal Constitucional, a més de bloquejar diversos nomenaments que requerien el seu vistiplau per ser validats.

## Sistema electoral
El sistema electoral polonès per a les eleccions presidencials és el de vot directe al candidat triat, independentment de si es presenta per un partit polític o de forma independent. Per a poder optar a ser un candidat a president de la República de Polònia s'han de complir-se tres requisits obligatoris únicament: ser ciutadà polonès, tenir un mínim de 35 anys i presentar 100.000 signatures que avalin la candidatura com a votants segurs.

## Resultats
| Candidats            | Candidats            | Partit               | Primera volta | Primera volta | Segona volta | Segona volta |
| Candidats            | Candidats            | Partit               | Vots          | Percentatge   | Vots         | Percentatge  |
| -------------------- | -------------------- | -------------------- | ------------- | ------------- | ------------ | ------------ |
|                      | Karol Nawrocki       | Independent (PiS)    | 5.790.804     | 29,54         | 10.606.877   | 50,89        |
|                      |                      |                      |               |               |              |              |
|                      |                      |                      |               |               |              |              |
| Total                | Total                | Total                | 35.923.707    | 100           | 35.096.478   | 100          |
|                      |                      |                      |               |               |              |              |
| Vots vàlids          | Vots vàlids          | Vots vàlids          | 19.603.784    | 99,56         | 20.844.163   | 99,10        |
| Vots en blanc i nuls | Vots en blanc i nuls | Vots en blanc i nuls | 85.813        | 0,44          | 189.294      | 0,90         |
| Participació         | Participació         | Participació         | 19.689.597    | 100           | 21.033.457   | 100          |
| Votants registrats   | Votants registrats   | Votants registrats   | 29,252,340    | 67.31         | 29,363,722   | 71.63        |

### Primera ronda

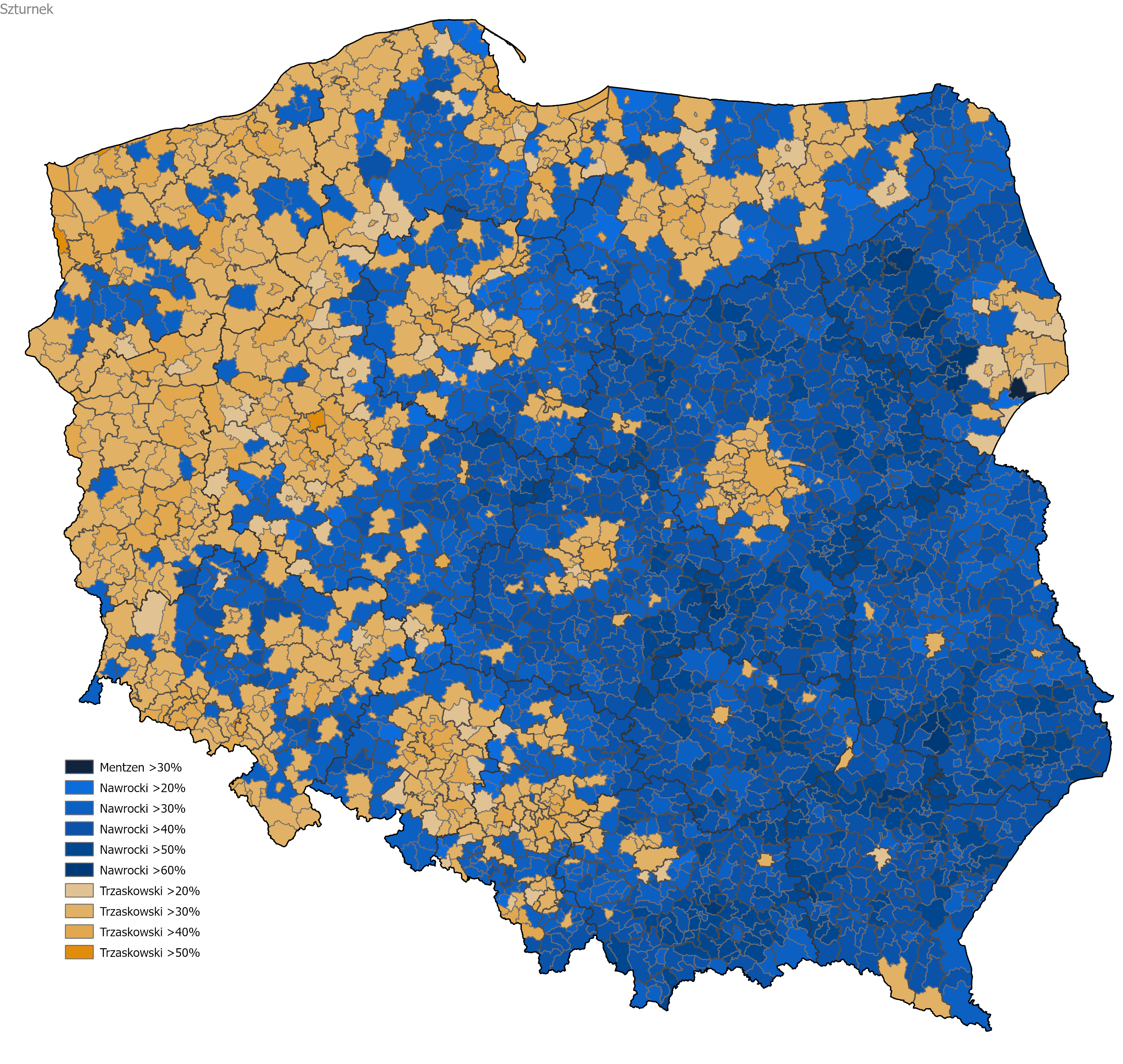
Guanyador per districte en la primera ronda

Cap dels tretze aspirants va aconseguir més del 50% de vots a la primera ronda, celebrada el diumenge el 18 de maig de 2025, amb un resultat ajustadíssim entre els dos primers llocs, que van aconseguir el conservador Karol Nawrocki amb el suport de Llei i Justícia, i el progressista Rafał Trzaskowski, alcalde de Varsòvia de Plataforma Cívica.

### Segona ronda
Karol Nawrocki es va imposar per la mínima amb el 50,89 % dels suports mentre Rafał Trzaskowski va aconseguir el 49,11%.